# Kamionka (Łuków)
Pour les articles homonymes, voir Kamionka.
Kamionka (prononciation : [kaˈmjɔnka]) est un village polonais de la gmina de Stoczek Łukowski dans le powiat de Łuków de la voïvodie de Lublin dans l'est de la Pologne.
Il se situe à environ 7 kilomètres au sud de Stoczek Łukowski (siège de la gmina), 27 kilomètres à l'ouest de Łuków (siège du powiat) et 85 kilomètres au nord-ouest de Lublin (capitale de la voïvodie).
Le village comptait approximativement une population de 175 habitants en 2009.

## Histoire
De 1975 à 1998, le village est attaché administrativement à l'ancienne voïvodie de Siedlce.

Depuis 1999, il fait partie de la nouvelle voïvodie de Lublin.